# Paulo Lopes
Paulo Lopes – miasto i gmina w Brazylii, w stanie Santa Catarina. Znajduje się w mezoregionie Grande Florianópolis i mikroregionie Florianópolis.